# تفضيل أفراد الجماعة

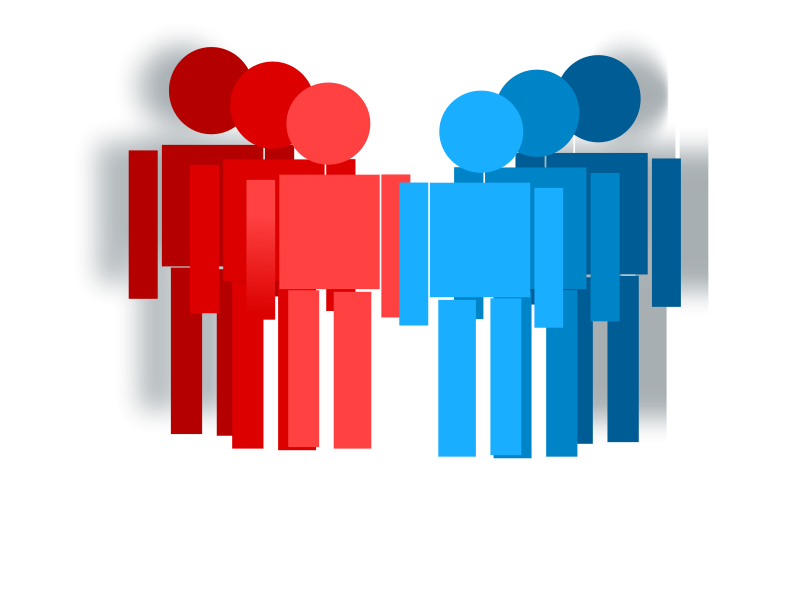

تفضيل أفراد الجماعة أو محاباة الجماعة (بالإنجليزية: In-group favoritism)‏ وتُعرف أحيانا باسم التحيز للمجموعة (بالإنجليزية:  in-group bias)‏ أو التحيز بين المجموعات (بالإنجليزية: intergroup bias)‏ كلها مصطلحات تشير لنمط من تفضيل أفراد الجماعة التي ينتمي لها الفرد علي الأفراد خارج هذه الجماعة أو من الجماعات الأخري. ويمكن التعبير عن هذا التفضيل في شكل تقييم الأفراد، أو تخصيص الموارد، أو بطرق أخرى كثيرة.
تم بحث هذا التفاعل من قبل العديد من علماء النفس، ورُبط بالعديد من النظريات المتعلقة بالصراع الجماعي والتحامل. ويُنظر إلى هذه الظاهرة في المقام الأول من وجهة نظر علم النفس الاجتماعي. وقد أظهرت الدراسات أن تفضيل أفراد الجماعة ينشأ نتيجة لتشكيل المجموعات ذات الخلفية الثقافية المشتركة. ويمكن تقسيم هذه المجموعات الثقافية على أساس من السمات التي يمكن أن تبدو تافهة أو صغيرة في أول الأمر، ثم بمرور الوقت ومع نمو الجماعة يربط الأفراد بعض الصفات مع بعض السلوكيات، ويزداد التباين. وهذا بدوره يحفز من تفضيل أفراد الجماعة.
هناك نهجان نظريان بارزان لظاهرة تفضيل أفراد الجماعة، هما: نظرية الصراع الواقعي ونظرية الهوية الاجتماعية. حيث تقترح نظرية الصراع الواقعي أن المنافسة بين الجماعات، وأحيانا الصراع بين الجماعات تنشأ عندما يكون لدى إحدى المجموعتين مطالب معارضة للموارد الشحيحة. وعلى النقيض من ذلك، فإن نظرية الهوية الاجتماعية تطرح دافعا نفسيا للهوية الاجتماعية المتميزة بشكل إيجابي كسبب أساسي لسلوك تفضيل أفراد الجماعة.

## أصول التقليد البحثي
في عام 1906، طرح عالم الاجتماع ويليام سمنر فكرة أن البشر نوع يميل للحياة في جماعات بحكم طبيعته. ولكنه أضاف على ذلك أن للبشر ميل طبيعي لمحاباة جماعتهم الخاصة عن جماعات الآخرين، مدعيًا أن «كل جماعة تغذي زهوها وغرورها، وتعزز من اعتبار نفسها العليا، وتعزز من مقدساتها، وتحتقر الآخرين» (صـ13). يمكن رؤية ذلك في التحيز لجماعة والتحيز ضد جماعة أخرى؛ كما يحدث في القبائل والجماعات الإثنية والأمم ويُشار إليه بـ«الاستعراقية».

## التفسيرات

### التنافس
تقترح نظرية الصراع الواقعي أن تنافس الجماعات المختلفة على الموارد هو سبب التحيز للجماعة الداخلية والمعاملة السلبية لأعضاء الجماعات الخارجية. تُعتبر تجربة كهف روبرز التي أجراها العالم مظفر شريف أشهر إيضاح لنظرية الصراع الواقعي. دُرس 22 ولد بعمر 11 عامًا ولهم خلفيات متشابهة في التجربة، في معسكر صيفي تخيلي، مثل فيه الباحثون أفراد المعسكر.
قُسم الأولاد إلى مجموعتين متساويتين، وشُجعوا أن يرتبطوا ببعضهم، بهدف تحفيز عقلية التحيز للجماعة. قدم الباحثون بعد ذلك سلسلة من الأنشطة التنافسية مما صدم جماعة بأخرى من أجل نيل هدية قيّمة. أدى ذلك إلى انتشار السلبية ضد الجماعة الخارجية. وفي الأخير حاول الباحثون أن يعكسوا تأثير العداء بتحفيز الأولاد على الدخول في مواقف تقتضي التكامل، أدت تلك الجهود إلى الانسجام النسبي بين الجماعتين.
استنتج شريف من هذه التجربة أن الانطباعات السلبية تجاه الجماعات الخارجية تنشأ عندما تتنافس الجماعتان على الموارد المحدودة. يرى شريف أن الاحتكاك بين الجماعات يمكن تقليله واستبداله بعلاقات إيجابية طيبة، ولكن ذلك لا يحدث إلا في حضور غاية كبرى لا يمكن تحقيقها إلا بتضافر جهود الجماعتين.

### الثقة بالنفس
تبعًا لنظرية الهوية الاجتماعية، يُعتبر الاحتياج إلى تحسين الثقة بالنفس من محددات التحيز للجماعات. تنتقل الرغبة في أن يرى الشخص نفسه بصورة إيجابية إلى الجماعة، مما يخلق ميلًا إلى النظر إلى الجماعة بنظرة إيجابية، وبالمقارنة، بالنظر إلى الجماعات الخارجية نظرة سلبية. هذا يعني أن الأفراد سيجدون لأنفسهم تبريرًا، مهما كان صغيرًا، من أجل تفضيل أنفسهم وجماعتهم. طور تلك النظرية ودرسها هنري تاجفيل، وهو عالم نفس اجتماعي بريطاني نظر في الجذور النفسية للتحيز للجماعة. ولدراسة ذلك في المعمل، استحدث تاجفيل وزملاؤه جماعات صغيرة (انظر نموذج المجموعة الأدنى)، وهو ما يحدث عندما "يُشكل أفراد غريبون عن بعضهم تمامًا جماعة بناء على شروط زهيدة". انقسم المشاركون في دراسات تاجفيل إلى جماعات عن طريق الاقتراع بعملة نقود، وأُخبرت كل جماعة أن تثمن أسلوبًا من الرسم لم يكن أي من المشاركين على دراية به قبل التجربة. اكتشف تاجفيل وزملاؤه أنه وبغض النظر عن أن 1) المشاركين لم يعرفوا بعضهم على الإطلاق 2) تقسيم كل جماعة لم يكن له معنى 3) لم يكن أي من المشاركين ملزمًا على التقيد بالأسلوب الذي يراه أفضل، كانت النتيجة أن كل جماعة أعجبت بأعضائها وقيّموا أعضاء جماعتهم بأن لهم شخصيات مبهجة". ولأنهم كانوا يكنون وجهات نظر إيجابية عن جماعتهم، تمكن الأفراد من تعزيز ثقتهم بأنفسهم كأعضاء لهذه الجماعة.

### الأساس البيولوجي كتأثير للأوكسيتوسين
أجرى كارستين دو دريو مراجعة بحثية حول تأثير الأوكسيتوسين على السلوك الاجتماعي، أظهرت الأبحاث التي راجعها أن الأوكسايتوسين يعزز نمو الشعور بالثقة تجاه الأشخاص المشاركين لنا في بعض الصفات، وهم الذين يمكن وصفهم بأعضاء الجماعة، مما يعزز التعاون والمحاباة تجاه هؤلاء الأفراد. طبقًا لتلك الرؤية، فإن التحيز لأعضاء الجماعة تحت تأثير الأوكسايتوسين يُعتبر نتيجة التطور كأساس بيولوجي للحفاظ على التعاون الجماعي وحماية الجماعة، مما يتلائم مع رؤى داروين عن أفعال التضحية بالنفس والتعاون والمساهمة لأداء وظائف الجماعة وبالتالي تحسين فرص نجاة أفراد هذه الجماعة.
يمكن استخدام مثال العرق للتعبير عن ميول محاباة الجماعة الداخلية ومعاداة الجماعة الخارجية؛ لأن المجتمع يصنف الأفراد لجماعات على أساس العرق (القوقازي، الأمريكي الأفريقي، اللاتيني، إلخ). فحصت إحدى الدراسات تأثير العرق على التعاطف مع الأفراد، ووجدت أن المشاركين الذين تناولوا أوكسايتوسين عن طريق الأنف كان رد فعلهم أقوى تجاه أفراد جماعتهم عند النظر إلى صور يتألمون فيها، مقارنة بأفراد الجماعة الخارجية. يُظهر ذلك أن الأوكسايتوسين يساهم في القدرة على التعاطف مع أفراد الأعراق المختلفة، مع تحيز المشاركين إلى مساعدة أفراد نفس العرق مقارنة بالأعراق الأخرى.
ظهر أن الأوكسايتوسين مفيد أيضًا في الكذب عندما يثبت إفادة أعضاء الجماعة الداخلية من هذا الكذب. في دراسة لبحث تلك العلاقة، وجد أن الأفراد الذين تناولوا الأوكسايتوسين زادت لديهم معدلات خيانة الأمانة عندما رأوا أن هذا الكذب مفيد لجماعتهم.

### الهوية الذاتية والهوية الاجتماعية
كما لوحظ في مراجعتين نظريتين حديثتين، فإن الأساس النظري لتضمين الهوية الذاتية في نظريات الفعل العقلاني والسلوك المخطَّط تتشابه في بعض الجوانب مع نظرية الهوية الاجتماعية وامتدادها، نظرية تصنيف الذات. طبقًا لنظرية الهوية الاجتماعية، يأتي مكون مهم من مكونات مفهوم الذات من عضوية الجماعة الاجتماعية. عندما يصنف الناس أنفسهم بحدود تضمين الذات والأصناف الاجتماعية (مثل الجنس والطبقة الاجتماعية والفريق) تحدث عمليتان: الأولى هي التصنيف، والذي يعزز من الاختلافات بين الجماعات الداخلية والجماعات الخارجية، ويؤدي إلى تنميط أفراد الجماعة الداخلية بأبعاد القالب النمطي، والثانية هي تحسين الذات، لأن مفهوم الذات يُعرَّف بحدود عضوية الجماعة، مما يعزز السعي إلى محاباة الجماعة الداخلية سلوكيًّا وتصوريًّا عن الجماعات الخارجية. يُعبر عن الهويات الاجتماعية معرفيًّا كنماذج أولية للجماعات تصف المعتقدات والانطباعات والمشاعر والسلوك الذي يعزز التوازن بين تقليل اختلافات الجماعة الداخلية وتضخيم الاختلافات مع الجماعات الأخرى.
وبالتحديد، طبقًا لنظرية الهوية الاجتماعية، هناك اتصال بين الهوية الشخصية والهوية الاجتماعية، يحدد هذا الاتصال مدى تأثر أفعال ومشاعر الفرد بالصفات الشخصية أو الصفات المرتبطة بالجماعة. إذا كانت هوية اجتماعية معينة بارزة في المفهوم عن الذات، فيمكن نسب الذات إلى نموذج أولي مستوحى من الجماعة الداخلية، ملتزمة بمعتقدات وانطباعات ومشاعر وسلوكيات تلك الجماعة. وبالتالي فإن الهوية الاجتماعية تؤثر على السلوك خلال أعراف الجماعة. سيصير الناس أكثر قبولًا للخوض في سلوك معين إذا كان هذا السلوك متوافقًا مع أعراف الجماعة. وإذا لم تكن عضوية الجماعة مؤثرة فإن سلوك ومشاعر الناس في هذه الحالة ستتبع صفاتهم الشخصية بدلًا من الجماعية.
على الجانب الآخر، تفترض نظرية الهوية الذاتية أن الذات عبارة عن انعكاس للأعراف المتوقعة من الفرد والممارسات المفروضة عليه أثناء أداء دوره الاجتماعي. يتمركز هذا الافتراض حول فكرة أن الذات تتكون من أوجه عديدة ومكونات متمايزة توجد في منظومة تهدف إلى شغل أدوار المجتمع. لا يتمكن الناس من تكوين هويتهم إلا بالحديث مع الآخرين، وتختلف الأدوار التي يلعبونها من جماعة إلى أخرى. تلك الأدوار المختلفة والمواقع التي يشغلها الناس نتيجة للتفاعل مع الآخرين تُسمى هوية الدور. ربما يعي الشخص هوية الدور، وربما تكون حقائق كحالات الأم والعامل المجتمعي أو المتبرع بالدم. تؤدي هويات الدور بالناس إلى التصرف بطرائق معينة بسبب التوقعات المنتظرة منهم لأداء الدور. ولأن هناك حالة من الرضا تنبع من الالتزام بالدور المنوط، هناك حالة من الاستياء تنبع من فشل المثول لهوية الفرد التي تحددها الأعراف المجتمعية. هناك تراتبية من الأهمية بالنسبة للأدوار المنوطة بالفرد، وطبقًا لتلك التراتبية يعمل الأفراد لشغل الأدوار التي تقع في قمة تلك التراتبية، بالنسبة إليهم.

## الاختلافات الجنسية

### التحيز التلقائي لأفراد الجنس المماثل
قام رودمان وجودوين في عام 2004 بإجراء دراسة لقياس التفضيلات بين الجنسين عند المشاركين دون سؤالهم عنها بشكل صريح، حيث قام المشاركين بالإجابة على ببعض المهام على الحاسوب، ومن ثم قُدرت ردود أفعالهم التلقائية بناءً على سرعة ارتباط الصفات الحميدة أو البغيضة في أذهان المشاركين بكلِ من الجنسين. وكان غرض تلك المهام هو التحقق مما إذا كانت الصفات والكلمات الحميدة (مثل حسن، سعيد، بريق الشمس) تقترن في أذهان الناس بالنساء، والكلمات الكريهة (سئ، متاعب، ألم) بالرجال.
وقد وجدت تلك الدراسات أنه، رغم أن كلًا من الجنسين لديهم نزعة إيجابية لصالح النساء، إلا أن تحيز النساء لجماعتهم كان أقوى بنسبة 4.5 مقارنة بتحيز الرجال لجنسهم، وأن وحدهم النساء من تتجلى عليهم ملامح التوازن الإدراكي من ناحية التحيز لأفراد الجماعة، والهوية، وتقدير الذات، مما يكشف عن حقيقة أن الرجال يفتقرون آلية تنشيط التفضيل التلقائي لأفراد جنسهم.

### التنافس
قام فان جوت ودي كريمر وبي. جانسن في عام 2016 بتنفيذ تجربة لعبة الخدمات العامة (public-goods game) ووجدوا فيها أن الرجال ساهموا بالمزيد من المال لجماعتهم في ظل وجود منافسة من جماعة خارجية، أما النساء فلم يلاحظ أي فرق في مساهماتهم تحت نفس الظروف.

## التحيز على أساس الإثنية
في عام 2001 وجد فيرستمان وجنيزي أن الرجال يظهرون تحيزهم لأفراد جماعتهم الإثنية في لعبة «الثقة» (أو لعبة الدكتاتور -dictator game، وهي تجربة ذات أهمية في علم النفس وعلم الاقتصاد، وفيها يقرر أحد اللاعبين (الدكتاتور) كيف يتقاسم منحة نقدية بينه وبين لاعب آخر)، بينما لم يظهر هذا التحيز عند النساء. وتهدف هذه الدراسة إلى تعيين التمييز العرقي في المجتمع اليهودي في إسرائيل، وقد شارك فيها 996 طالب جامعي من إسرائيل، حيث تم تقسيمهم إلى عدة مجموعات على أساس أسمائهم؛ هل هي أسماء شرقية أم أنها أسماء ترتبط في العادة بيهود أشكناز. وبمثل لعبة الديكتاتور، فقد طُلب من كل مشارك أن يقتسم كمية من المال (20 شيكل) بينه وبين مشارك آخر. ومن ثم نخبر المشارك أ أن المشارك ب سوف يحصل على ثلاثة أمثال المبلغ الذي سوف يعطيه، ومن ثم نخبر المشارك ب باسم المشارك أ وكمية المال الذي أرسله. وعليه تبقى للمشارك ب حرية اختيار بين الاحتفاظ بالنقود أو إعادتها.
وقد أظهرت التجربة السابقة أنه على الرغم من أن متوسط كمية المال المرسل كان متقاربًا بين الناساء والرجال (10.63 للنساء و 11.42 للرجال)، إلا أنه لم تظهر النساء تحيزًا عرقيًا ملحوظًا بناءً على اسم المشارك الآخر. بينما ظهر تحيز واضح عند الرجال ضد الأسماء التي تبدو شرقية.
وإلى جانب ذلك، أظهر الرجال تحيزًا أكبر لصالح يهود أشكناز مقارنة بالنساء، ولكن العكس كان صحيحًا كذلك في حالة الأسماء الشرقية. وقد تكون النتيجة السابقة منافية للحدس، حيث أنه من الواضح أن المشاركين يتشاركون في صفات أكثر إذا كان كلاهما رجلًا، فمن المتوقع إذن أن تتعرض النساء الشرقيات إلى اضطهاد أكبر، إلا أنها نتيجة متوافقة مع دراسات أخرى عن التمييز ضد النساء الأفروأمريكيات.

### العمر الارتقائي
في عام 2008، أجرى الباحثون فير وبيرنارد وروكنباخ دراسة على الأطفال، واكتشفوا فيها ظهور تصرفات متحيزة للجماعة عند الاولاد في المرحلة بين سن 3 إلى 8، بينما لم تظهر تلك الميول عند البنات. وتضمنت تلك التجربة «لعبة الحقد» وهي نسخة معدلة من لعبة الديكتاتور. واقترح أولئك الباحثون تفسيرًا لتلك الظاهرة على أسس تطورية.
فقد اقترح هؤلاء النظرية القائلة بأنه من الممكن أن صفات التحزب وتفضيل أفراد الجماعة كان تؤتي أكلها تحت ظروف النزاعات الداخلية عن طريق تعزيز مكانة الفرد في الجماعة.[29] ونظرًا إلى أن الذكور كانوا في مقدمة تلك النزاعات في الماضي، وبالتالي تحملوا الجزء الأكبر من الخسائر على صورة جروح أو وفيات، فمن المحتمل أنه، عن طريق التطور والانتخاب الطبيعي، قد ظهر دافع قوي عند الذكور باستغلال الظروف التي قد تعود عليهم بالنفع لاحقًا داخل الجماعة. ونتيجة لذلك فقد تظهر نزعة التحيز للجماعة عند الذكور في وقت مبكر مقارنة بأقرانهم من الإناث، كما كان واضحًا في التجربة.

## أمثلة في العالم الواقعي

### انتخابات الرئاسة الأمريكية عام 2008
في أثناء انتخابات الرئاسة الأمريكية عام 2008 أجرى الباحثون دراسة بهدف دراسة التحيز. وقد شارك فيها 395 من مؤيدي الحزب الديموقراطي من كامبردج، ماساتشوستس، حيث خضع هؤلاء إلى تجربة لعبة الديكتاتور. وقد طلب من كل مشارك أن يأخذ 6 دولارات ويتقاسمها مع مشارك آخر. ولم يخبر الباحثون المشاركين باسم المشارك الآخر، لكنهم أخبروهم بالمرشح الذي يدعمه من بين مرشحي الحزب الديموقراطي.
وقد تم إجراء تلك التجربة ثلاث مرات في فترات زمنية متفرقة. مرة في الفترة بين 10 إلى 18 يونيو (بعد خطاب تنحي هيلاري كلينتون في 7 يونيو)؛ وفي الفترة بين 9 إلى 14 أغسطس، وذلك قبل إعلان مرشح الحزب الديموقراطي في مؤتمر الـDNC في 25 أغسطس؛ وفي الفترة بين 2 إلى 5 سبتمبر، في الفترة التمهيدية قبل الانتخابات. وقد أظهرت النتائج وجود تحيز قوي عند الرجال في يونيو وأغسطس، ولكن ليس في سبتمبر. أما النساء فلم تظهر نتائجهم وجود أي تحيز ملحوظ من البداية وحتى نهاية التجربة.
وتقترح تلك التجربة أن الهوية الجماعية مطاطة وقد تتغير مع مرور الزمن. فقد اقترح الباحثون أن التحيز لأفراد الجماعة كان قويًا واضحًا في يونيو بسبب أن التنافس على منصب مرشح الحزب الديموقراطي كان هو الحدث الأبرز في تلك الفترة. وبالتالي فقد صرف هذا التنافس الأنظار عن الحزب الجمهوري المنافس، مما عزز من إحساس الديموقراطيين بانتمائهم لجماعات مختلفة، وظل هذا الخلاف بارزًا حتى شهر أغسطس. ومن ثم انحسر هذا التحيز للجماعة بحلول سبتمبر نظرًا إلى أنه قد وقع الاختيار على مرشح ديموقراطي بالفعل، وبالتالي صارت أهداف أفراد جميع هذه المجموعات واحدة.